# 空中衝突

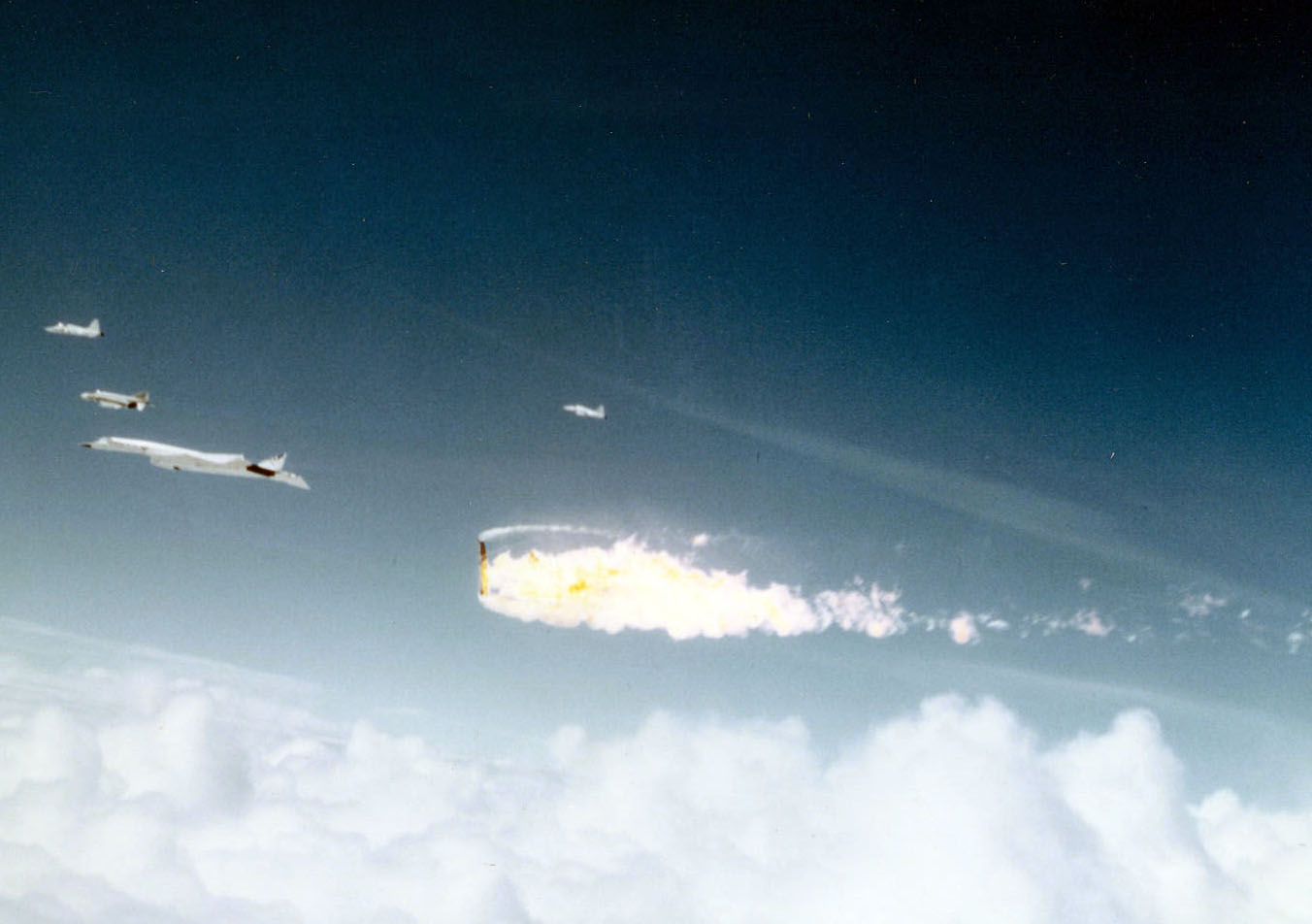
1966年6月8日、XB-70 2号機（左側の大型機）とF-104（爆発した機体）との空中衝突直後を捕らえた映像。垂直尾翼を失ったXB-70もこのあと墜落した。

空中衝突（くうちゅうしょうとつ）とは、飛行中の複数の航空機が接触する航空事故のこと。

## 概要
古くは1920年代からこの種の航空事故は度々発生していたが、特に第二次世界大戦後の旅客機の普及に伴う航空路の過密化に伴い、1950年代から1960年代のアメリカで多発した。
主な原因として、航空管制のミスやパイロットによる周辺確認の不十分の他、軍用機の訓練空域と民間航空機の航空路が接近しすぎていることなどが挙げられる。近年は、航空管制技術や航空機の衝突防止警告機能の性能向上に伴い、アメリカやヨーロッパなどの航空先進国における発生件数は減少傾向にあるものの、CIS諸国や発展途上国などの、航空需要の急増にインフラストラクチャーの整備が対応できない国々においては減少する傾向にはない。
また、一般の航空事故とは別に、航空ショーでのアクロバット飛行時などに発生することも多い。このような事故の場合、基本的に乗客を乗せての飛行ではないため、犠牲者数は抑えられることが多いものの、稀に地上の観客を巻き込むなど、二次的な被害を生むことがあり、そのような場合被害は大きなものとなる。また、空中衝突にはならなかったが衝突寸前だったものはニアミス事故と言う。

## 1900年代

### 1959年以前

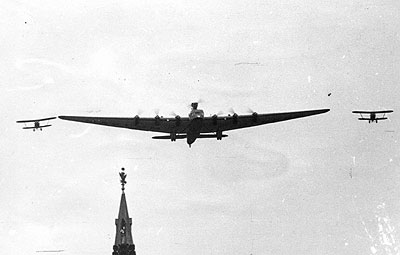
ツポレフANT-20

1922年2月27日
パリ北方を飛行中の2機の民間定期旅客機が空中衝突。双方の乗員乗客7人全員が死亡。歴史上初めて発生した民間旅客機による空中衝突事故。
1935年5月18日
モスクワ上空をデモンストレーション飛行していたソビエト軍のツポレフANT-20「マクシム・ゴーリキー号」が、同じくデモンストレーション飛行していたポリカルポフI-5戦闘機と空中衝突し墜落、両機の36人全員と地上にいた9人が死亡した。
1938年8月24日：大森民間機空中衝突墜落事故
訓練飛行中であった日本飛行学校のアンリオHD.14複葉機が、東京市大森区上空で日本航空輸送のフォッカースーパーユニバーサルと衝突し、両機の乗員と地上にいた85名が死亡した。これが日本で初めての民間航空機同士による空中衝突事故である。
1942年10月23日
アメリカン航空28便（ダグラスDC-3）が、アメリカ陸軍航空軍のロッキードB-34ヴェンチュラ爆撃機と空中衝突し、カリフォルニア州チノキャニオン付近に墜落。旅客機にいた12人全員が死亡した。
1956年6月30日：グランドキャニオン空中衝突事故
トランス・ワールド航空2便（ロッキードコンステレーション）とユナイテッド航空718便（ダグラスDC-7）がアリゾナ州上空で空中衝突。両機とも墜落し、128人全員が死亡した。
1958年4月21日
ユナイテッド航空736便（ダグラスDC-7）とアメリカ空軍の練習機（ノースアメリカンF-100Fスーパーセイバー）がネバダ州スローン市上空で空中衝突し両機とも墜落した。両機の49人全員が死亡した。

### 1960年代
1960年12月16日：1960年ニューヨーク空中衝突事故
ユナイテッド航空826便（ダグラスDC-8-11）とトランス・ワールド航空266便（ロッキードL-1049スーパーコンステレーション）がニューヨーク州郊外のミラー空軍基地上空で空中衝突し両機とも墜落。地上にいた6人を含む134人が死亡した。
1963年2月1日：1963年アンカラ空中衝突事故
ミドル・イースト航空265便（ビッカースバイカウント754D）とトルコ空軍のダグラスC-47が、トルコのアンカラ上空で空中衝突し両機とも墜落。乗客乗員と住人の合計87名が死亡した。コリジョンコース現象が原因と推測されている。
1965年12月4日：1965年ニューヨーク空中衝突事故
トランス・ワールド航空42便（ボーイング707）とイースタン航空853便（ロッキードL-1049スーパーコンステレーション）がニューヨーク上空で空中衝突。トランス・ワールド航空機は緊急着陸に成功し乗員乗客58名に怪我はなかったが、イースタン航空機も不時着に成功したものの乗員乗客54名のうち4名が犠牲となった。ただし、旅客機同士での空中衝突事故としては人的犠牲は最小にとどまった。
1966年6月8日
アメリカ合衆国のエドワーズ空軍基地近辺で、ゼネラル・エレクトリック製エンジンを搭載した軍用機を集めて同社の宣伝用フィルムを撮影する編隊飛行が行われたが、撮影終了後にF-104戦闘機がXB-70試作戦略爆撃機の垂直尾翼に激突。F-104は空中爆発し、XB-70も操縦不能に陥り墜落。激突した戦闘機のパイロットと爆撃機のパイロット2名のうち1名の計2名が死亡した。
1967年3月9日：トランス・ワールド航空553便空中衝突事故
アメリカ合衆国ペンシルバニア州ピッツバーグ発オハイオ州デイトン行きのトランス・ワールド航空553便(マクドネル・ダグラス DC-9)が、目的地上空での着陸アプローチ中に、個人所有の軽飛行機(ビーチクラフト バロン)と衝突、両機の乗員乗客合わせて26名全員が死亡した。
1969年9月9日：アレゲニー航空853便空中衝突事故
アメリカ合衆国のインディアナ州上空でIFR方式で飛行していたアレゲニー航空の旅客機とVFR方式で飛行していた訓練機が衝突。
1969年9月20日
エア・ベトナムのダグラスDC-4とアメリカ空軍のF-4EファントムII戦闘機が南ベトナムのダナン空港上空で空中衝突し、エア・ベトナム機が墜落。地上の2人を含めた76人が死亡した。戦闘機のパイロットは脱出に成功した。

### 1970年代
1971年6月6日：ヒューズ・エア・ウエスト706便空中衝突事故
ヒューズ・エア・ウエスト706便（DC-9-31）がロサンゼルス国際空港を離陸直後に、低空飛行していたアメリカ海兵隊所属のF-4Bファントム戦闘機と空中衝突。旅客機の49名全員と戦闘機のパイロットが死亡したが、戦闘機のレーダー迎撃士官がパラシュートで脱出して唯一生還した。双方の見張り不足が直接の原因であるが、戦闘機のトランスポンダが故障していたうえに、航空管制センターに空域進入を通報していないなどの不手際が重なったためとされた。
1971年7月30日：全日空機雫石衝突事故
全日空58便（ボーイング727）が、岩手県雫石町上空のジェットルート内で航空自衛隊松島基地所属のF-86F戦闘機と衝突し双方とも墜落。自衛隊機の乗員は緊急脱出に成功したものの、全日空機の乗員乗客162人全員が死亡した。
1973年3月5日：1973年ナント空中衝突事故
イベリア航空504便（DC-9-32）とスパンタックス400便（コンベア990コロナード）が、管制ミスによりフランスのナント南東にあるラ・プランシュ上空で空中衝突し、イベリア航空機が墜落し68名全員が死亡した。
1973年4月12日：1973年マウンテンビュー空中衝突事故
NASAのコンベア990-30A-5とアメリカ海軍のロッキード P-3C オライオンが、管制ミスによりモフェット・フェデラル飛行場付近で空中衝突し、両機の搭乗者17人中16人が死亡した。
1976年9月9日：1976年アナパ空中衝突事故
アエロフロート7957便（アントノフ An-24RV）とアエロフロート30便（ヤコヴレフ Yak-40）が、管制ミスによりソビエト連邦（現ロシア）のクラスノダール地方アナパから南37kmの黒海上空で空中衝突し、両機とも墜落した。この事故で両機の乗客乗員70名全員が死亡した。
1976年9月10日：ザグレブ空中衝突事故
ブリティッシュ・エアウェイズ476便（トライデント3B）とイネックス・アドリア航空550便（DC-9-31）が、管制ミスによりユーゴスラビア（現クロアチア）のザグレブ上空で空中衝突し、両機とも墜落した。この事故で両機の乗客乗員176名全員が死亡した。
1978年9月25日：パシフィック・サウスウエスト航空182便墜落事故
パシフィック・サウスウエスト航空182便（ボーイング727）がサンディエゴ国際空港に着陸進入中、教練中の小型機と衝突しサンディエゴ郡ノースパークの住宅街に墜落。地上にいた7名を含む144名が死亡した。ボーイング727の事故としては最悪といわれている。
1979年8月11日：1979年ドニプロゼルジーンシク空中衝突事故
ウクライナのドニプロゼルジーンシク上空を飛行していたアエロフロートの国内線2機（共にTu-134）が空中で交差する際、航空管制官の誤った指示により、雲の中で両機が衝突し墜落、両機の乗員乗客178人全員が死亡した。同一航空会社、同一機種の中型旅客機による空中衝突という前代未聞の事故となった。

### 1980年代

空中衝突により垂直尾翼を失い墜落するアエロメヒコ航空498便

1983年5月1日：ネゲヴ空中衝突事故 (1983年)
イスラエル南部、ネゲヴ砂漠上空で異種航空機戦闘訓練を行っていたイスラエル航空宇宙軍第106飛行隊所属のF-15D戦闘機と第116飛行隊所属のA-4N艦上攻撃機が空中衝突し、A-4Nは墜落（パイロットは脱出）、F-15Dは右主翼が失われた状態で約15キロメートル離れたラモン空軍基地に帰投した。
1984年7月31日
兵庫県明石市上空で毎日新聞社の取材ヘリコプター（ベル206B）と朝日放送がチャーターしたヘリコプター（AS355F、大阪エアウェーズ所属）が空中衝突。両機とも住宅街に墜落し朝日機の3人が死亡、毎日機の3人が負傷した。
1986年8月31日：アエロメヒコ航空498便空中衝突事故
ロサンゼルス国際空港へ着陸進入中だったアエロメヒコ航空498便（DC-9-32）が、空路へ侵入してきた自家用機（パイパーPA-28）と衝突し墜落。両機の乗員乗客67人全員と地上の15人が死亡した。
1988年8月28日：ラムシュタイン航空ショー墜落事故
イタリア空軍の曲芸飛行隊フレッチェ・トリコローリのアエルマッキMB-339が、ドイツのラムシュタイン空軍基地で開催されていた航空ショーで曲技飛行中の3機が空中衝突を起こし墜落。 そのうち1機が観衆の中に墜落したため、地上の観客とパイロット合わせて70名が死亡、346名が重傷を負った。この惨事以降、ドイツ国内のアメリカ空軍基地の航空ショーは開催されなくなった。

### 1990年代
1990年4月9日：アトランティック・サウスイースト航空2254便空中衝突事故
アトランティック・サウスイースト航空2254便（エンブラエル120RTブラジリア）と民間航空哨戒部隊 (CAP) のセスナ172がアラバマ州ガズデン上空で空中衝突した。2254便は空港へ引き返すことに成功したが、セスナ機は墜落し2人が死亡した。

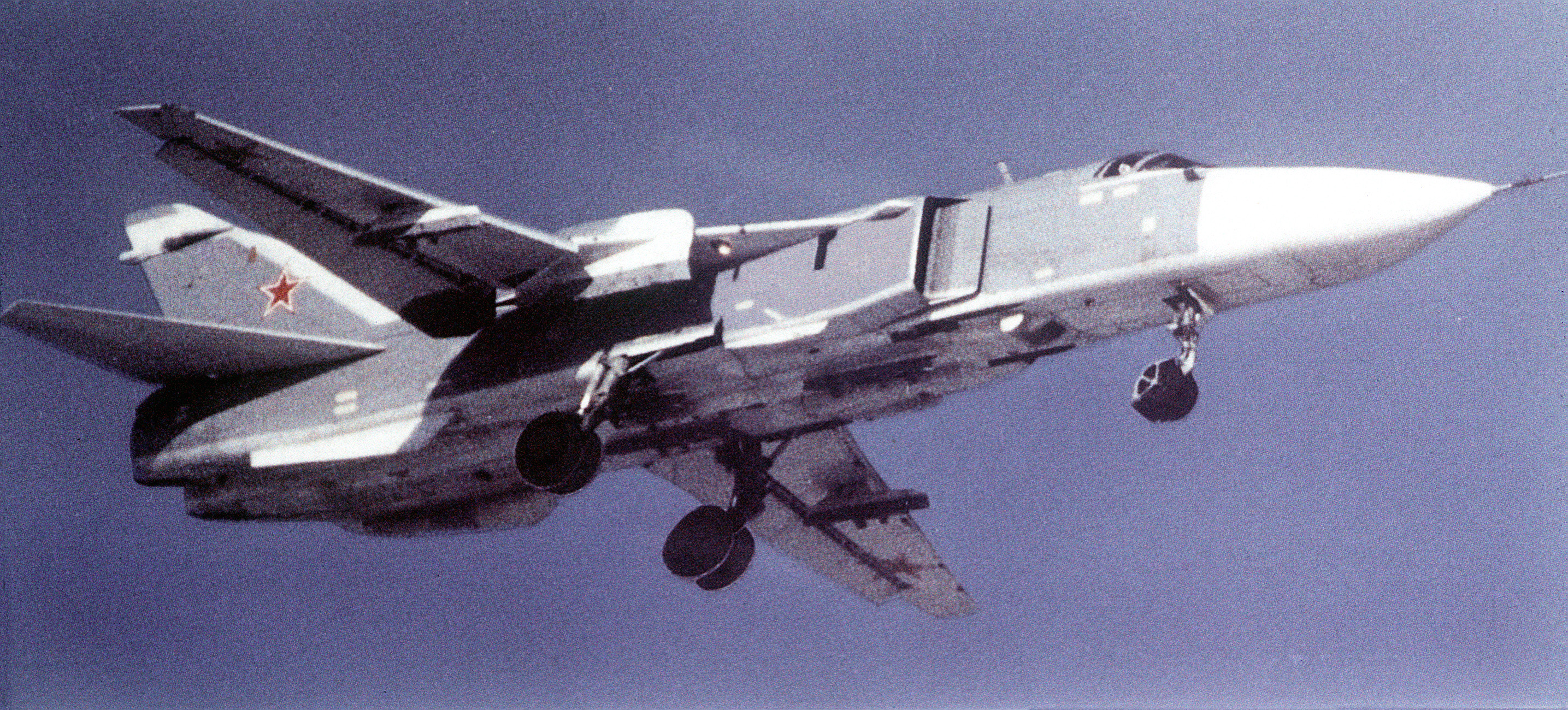
スホーイSu-24（写真の機体はロシア空軍の同型機）

1993年2月8日：テヘラン空中衝突事故
イランエアツアーズのツポレフTu-154Mと訓練中のイラン空軍のスホーイSu-24戦闘爆撃機がカラジ空軍基地上空で空中衝突し基地内に墜落した。この事故でイランエアツアーズ機の乗員乗客131名とイラン空軍機のパイロット2名の計133名全員が死亡した。
1993年12月9日
エア・セネガルのデ・ハビランド・カナダDHC-6とガンビア航空の日本航空機製造YS-11がセネガルのダカール上空で空中衝突、エア・セネガル機が墜落し乗っていた3名が死亡した。
1994年10月18日
大阪府泉佐野市上空で朝日新聞社の取材ヘリコプター（アエロスパシアルAS355F1）と毎日新聞社の取材ヘリコプター（アエロスパシアルAS350B）が空中衝突し、朝日機が墜落し3名が死亡した。毎日機は損傷を受けたが無事着陸できた。
1996年11月12日：ニューデリー空中衝突事故
サウジアラビア航空763便（ボーイング747-100）とカザフスタン航空1907便（イリューシンIl-76）がインドのインディラ・ガンディー国際空港の北西上空を飛行中に空中衝突し、両機の乗員乗客349名全員が死亡した。空中衝突事故では最多の死者を出した事故である。
1997年9月13日：1997年ナミビア空中衝突事故
アメリカ空軍4201便（ロッキード C-141B スターリフター）とドイツ空軍072便（ツポレフ Tu-154M）がナミビア沖より西に65海里地点の大西洋上で空中衝突し墜落、両機の乗員乗客33人全員が死亡した。
1998年7月30日：プロテウス航空706便空中衝突事故
フランスのリヨンからロリアンに向かうプロテウス航空706便（ビーチクラフト1900D）がキブロン湾上空で個人所有のセスナと空中衝突し、双方の乗員乗客15人全員が死亡した。

## 2000年代

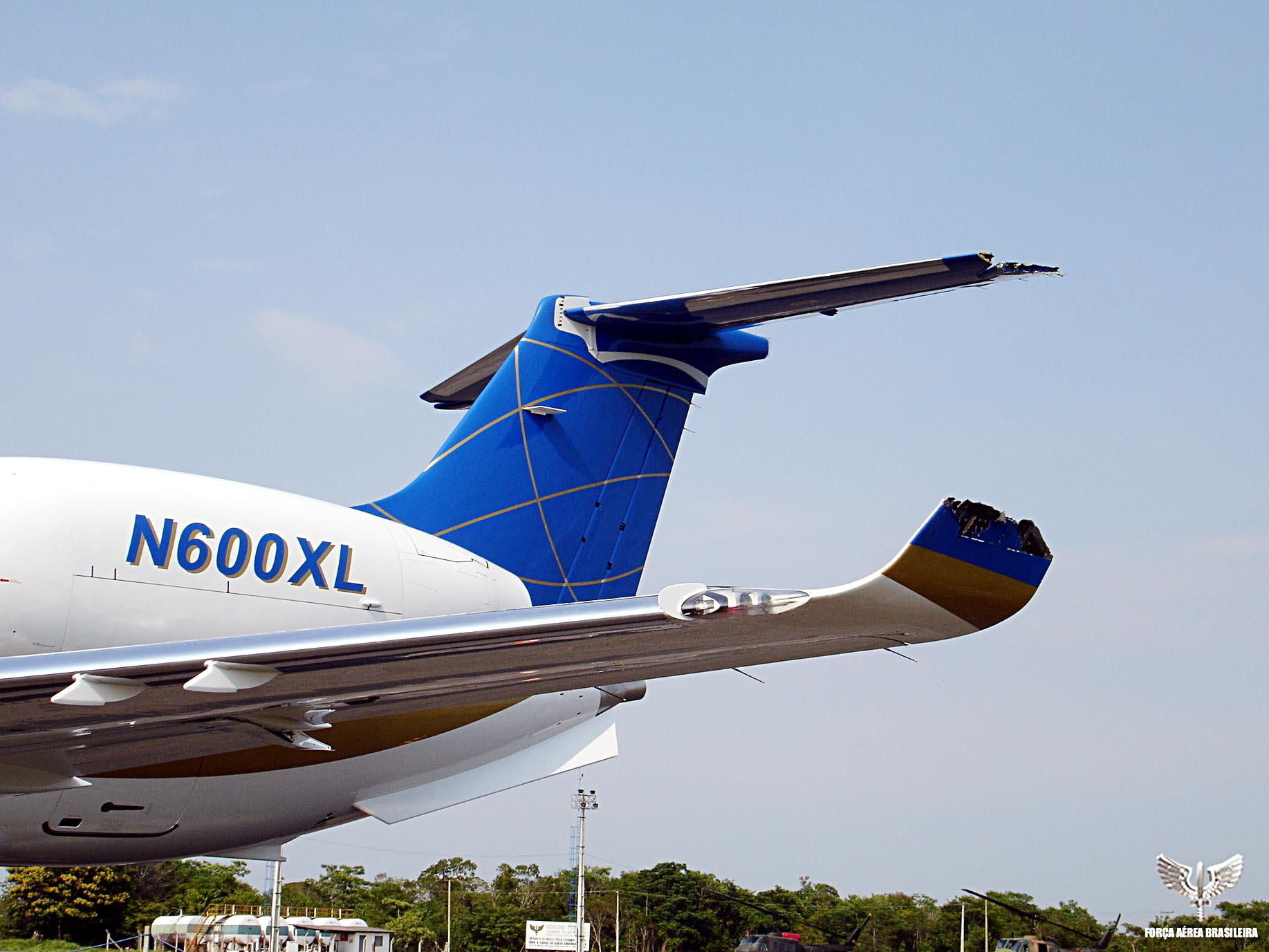
ゴル航空1907便と衝突したエンブラエル レガシー600の左翼

2001年4月1日：海南島事件
南シナ海上空で中華人民共和国に対する無線信号傍受の偵察活動をしていたアメリカ海軍所属の電子偵察機EP-3Eと中国人民解放軍海軍航空隊所属の戦闘機J-8IIが空中衝突。中国海軍機が墜落しパイロットが行方不明になった。
2001年5月19日：2001年桑名市空中衝突事故
三重県桑名市上空で訓練飛行していた、ともに中日本航空所属のセスナ172PとアエロスパシアルAS332L1が空中衝突。双方の乗員6人全員が死亡したほか、墜落火災によって地上の1人が負傷し、民家2棟も全焼した。原因は双方の見張り不足で、上空640メートルでヘリコプターのローターにセスナの主翼が接触し破損、両機ともに墜落した。
2002年7月1日：ユーバーリンゲン空中衝突事故
バシキール航空2937便（ツポレフTu-154M）とDHL611便（ボーイング757-200貨物機）が、ドイツのユーバーリンゲン上空でスイス管制官の管制ミスにより空中衝突し墜落。71人が死亡し、後に当該管制官が遺族に殺害されている。
2006年9月29日：ゴル航空1907便墜落事故
ブラジル国内線として運航していたゴル航空1907便（ボーイング737-800）と、発注先へ納入するためにアメリカに向かっていたビジネスジェット機（エンブラエルレガシー600）が、アマゾン上空で空中衝突しゴル航空機が墜落。ゴル航空機側の乗員乗客154人全員が死亡した。
2009年8月8日
ニューヨークのハドソン川上空で上昇中だった観光用ヘリコプター（アエロスパシアルAS350）に、後方から飛来してきた離陸直後の小型飛行機（パイパーPA-32）の右翼が衝突、両機ともハドソン川に墜落した。観光用ヘリコプターには乗員1名と乗客5名、小型飛行機には乗員1名と乗客2名が搭乗していたが全員死亡した。
2009年8月16日
ロシアのモスクワ郊外で行われる予定だった航空ショー「MAKS」のリハーサルのためアクロバット飛行を行っていたSu-27戦闘機2機が空中衝突し墜落。うち1機が民家に墜落し3軒が炎上した。パイロット3名は脱出したがうち1名が死亡、1名は重傷を負った。また民家の住民ら5人も火傷等で負傷し、うち1人は重傷を負った。死亡したパイロットは脱出中にパラシュートが炎上したとの報道もある。

### 2010年代
2015年9月5日：CEIBAインターコンチネンタル71便空中衝突事故
セネガル東部の上空でCEIBAインターコンチネンタルC2-71便（ボーイング737-8FB）と、セネガルエア救急便（ホーカー・シドレーHS125-700A）が空中衝突した。C2-71便は左翼のウィングレットに損傷を負いながら、マラボ国際空港への緊急着陸に成功したが、救急便は衝突により減圧が起き、そのまま大西洋まで110キロほど自動操縦で飛び続け、燃料切れにより墜落した。救急便の7人が死亡した。

### 2020年代
2022年11月12日：ダラス航空ショー空中衝突事故
ダラス・エグゼクティブ空港で開催された航空ショーでB-17G爆撃機とP-63F戦闘機が空中衝突し墜落した。爆発し、双方の乗員6人が死亡した。
2025年1月29日：アメリカン航空5342便空中衝突事故
ウィチタ・ドワイト・D・アイゼンハワー国際空港発ロナルド・レーガン・ワシントン・ナショナル空港行アメリカン航空5342便（ボンバルディア CRJ-700）が着陸中、乗員3人を乗せた米軍機（UH-60ヘリコプター）と空中衝突し墜落した。